# Iberoafricanismo
Se denominan iberoafricanismos o especies iberoafricanas a un grupo de especies vegetales y animales cuya distribución se extiende por el norte de África y Sur de la península ibérica.

## Origen de los iberoafricanismos: la crisis salina del Messiniense

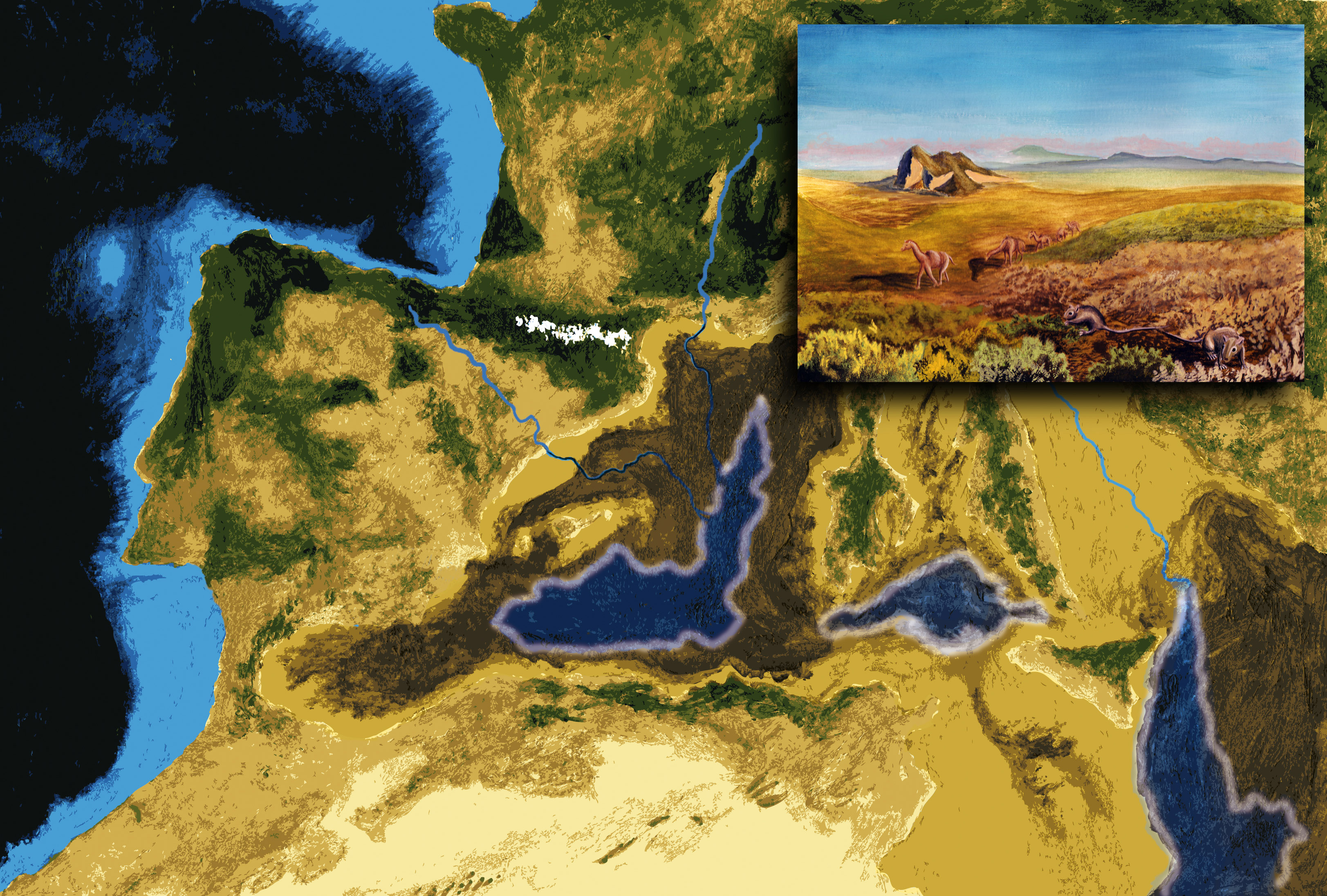
Comunicación terrestre entre África y Europa hace 5,5 millones de años.

El origen de la presencia de vegetación compartida entre el Norte de África y el Sur de la península ibérica se debe a la comunicación terrestre que se formó entre el continente europeo y el africano durante la denominada crisis salina del Messiniense.
Durante el Messiniense, hace casi 6 millones de años, la conexión entre el Atlántico y el Mediterráneo quedó interrumpida y un puente de tierra se formó entre Europa y África, produciéndose la posible desecación casi completa del Mar Mediterráneo y la acumulación de masivos depósitos de sal en su fondo.
La crisis salina terminó con la inundación de enormes dimensiones del Mediterráneo por aguas Atlánticas hace unos 5,33 Ma, a través de un paso abierto en el actual estrecho de Gibraltar.

## Especies vegetales iberoafricanas

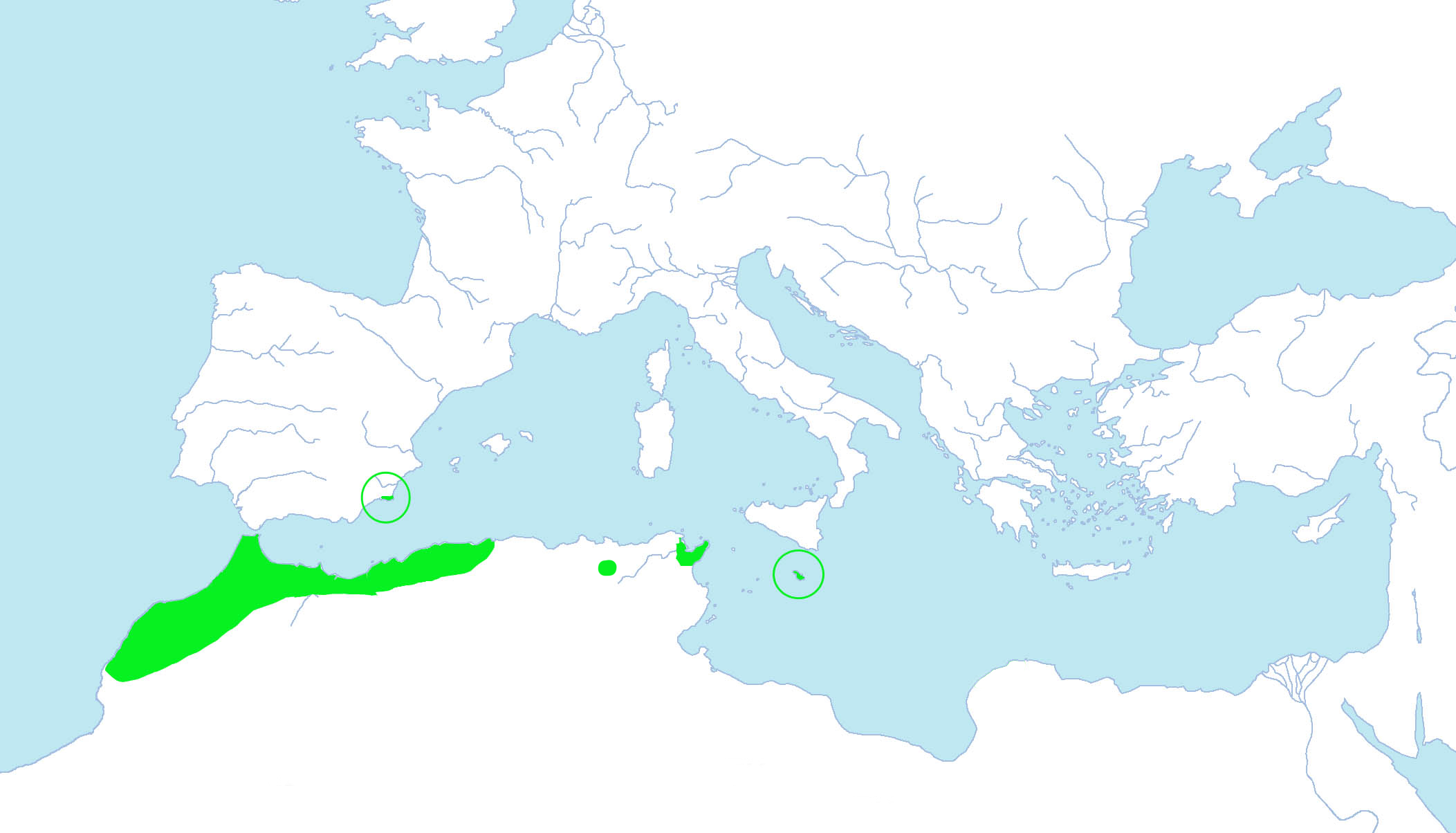
Distribución de Tetraclinis articulata.

Todo el sur de la península ibérica tiene presencia de especies procedentes del Norte de África, sin embargo, la mayor acumulación de este tipo de especies se produce en la Provincia botánica Murciano-Almeriense, donde se producen especiales condiciones climáticas desérticas o semidesérticas.
La cantidad de especies vegetales presentes en el Sureste de la península ibérica es muy grande, debido a la confluencia, junto con los iberoafricanismos, de especies típicas del bosque mediterráneo, como el pino carrasco, el lentisco, el madroño,  la coscoja, la encina, el mirto o el palmito, así como gran cantidad de endemismos producidos por las especiales condiciones climáticas del sureste, como la varica de San José, la jarilla, la siempreviva morada, la siempreviva de Cartagena, o el garbancillo de Tallante. Debido a la confluencia de todos estos factores, el sureste de la península ibérica se conforma como uno de los puntos con mayor biodiversidad de toda Europa.
Entre los iberoafricanismos vegetales más notables se encuentran:
- El ciprés de Cartagena o araar (Tetraclinis articulata).

- El arto (Maytenus senegalensis).

- El oroval (Withania frutescens)

- El azufaifo (Ziziphus lotus)

- El cornical (Periploca angustifolia)

- La manzanilla de escombreras (Anthemis chrysantha).

- El chumberillo de lobo (Caralluma europaea).

- Caralluma munbyana.

- La jara de Cartagena (Cistus heterophyllus).

- La Flor de la estrella (Lapiedra martinezii).

- La aliaga (Calicotome intermedia)

## Galería de iberoafricanismos

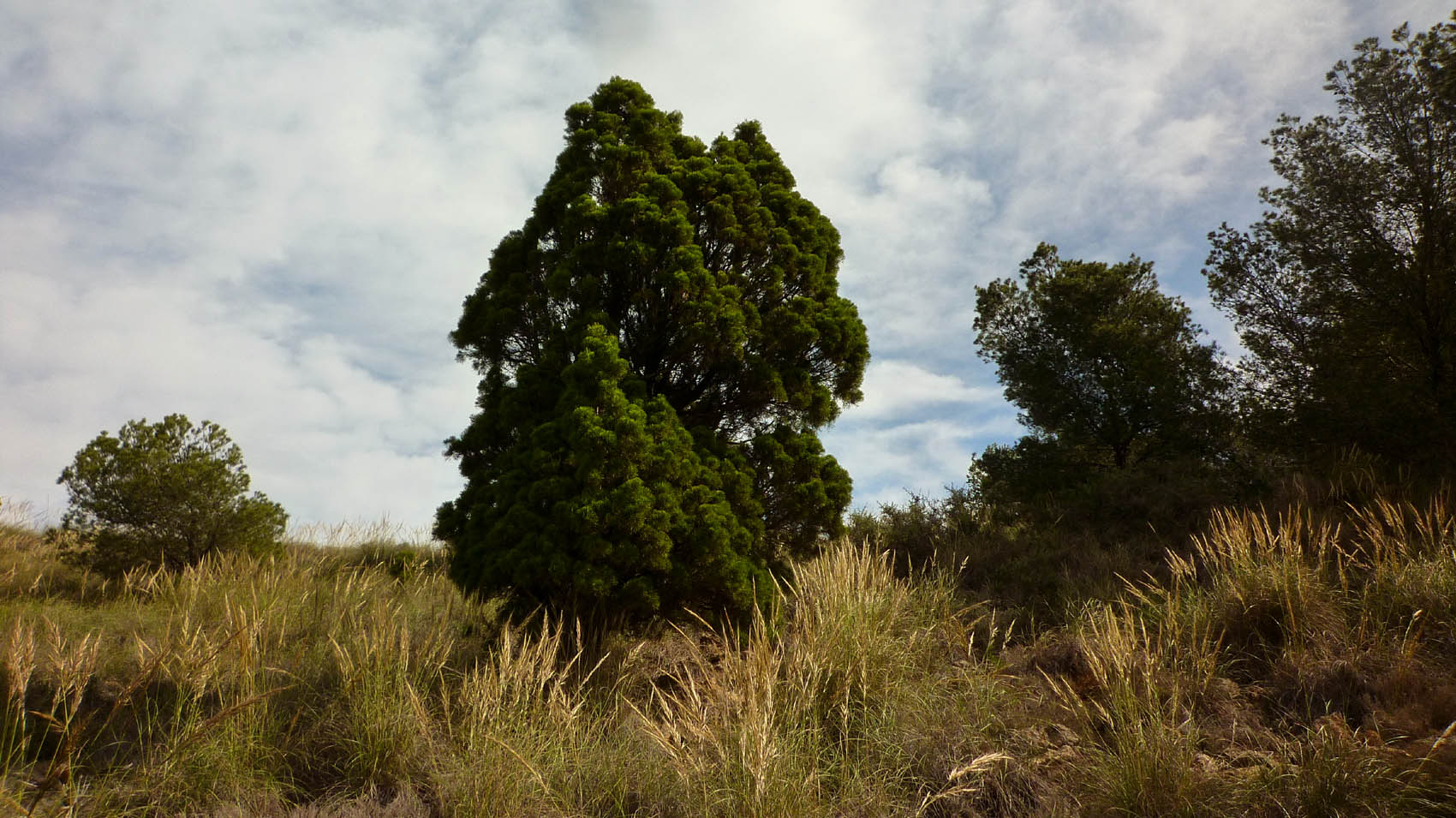
Ciprés de Cartagena (Tetraclinis articulata).
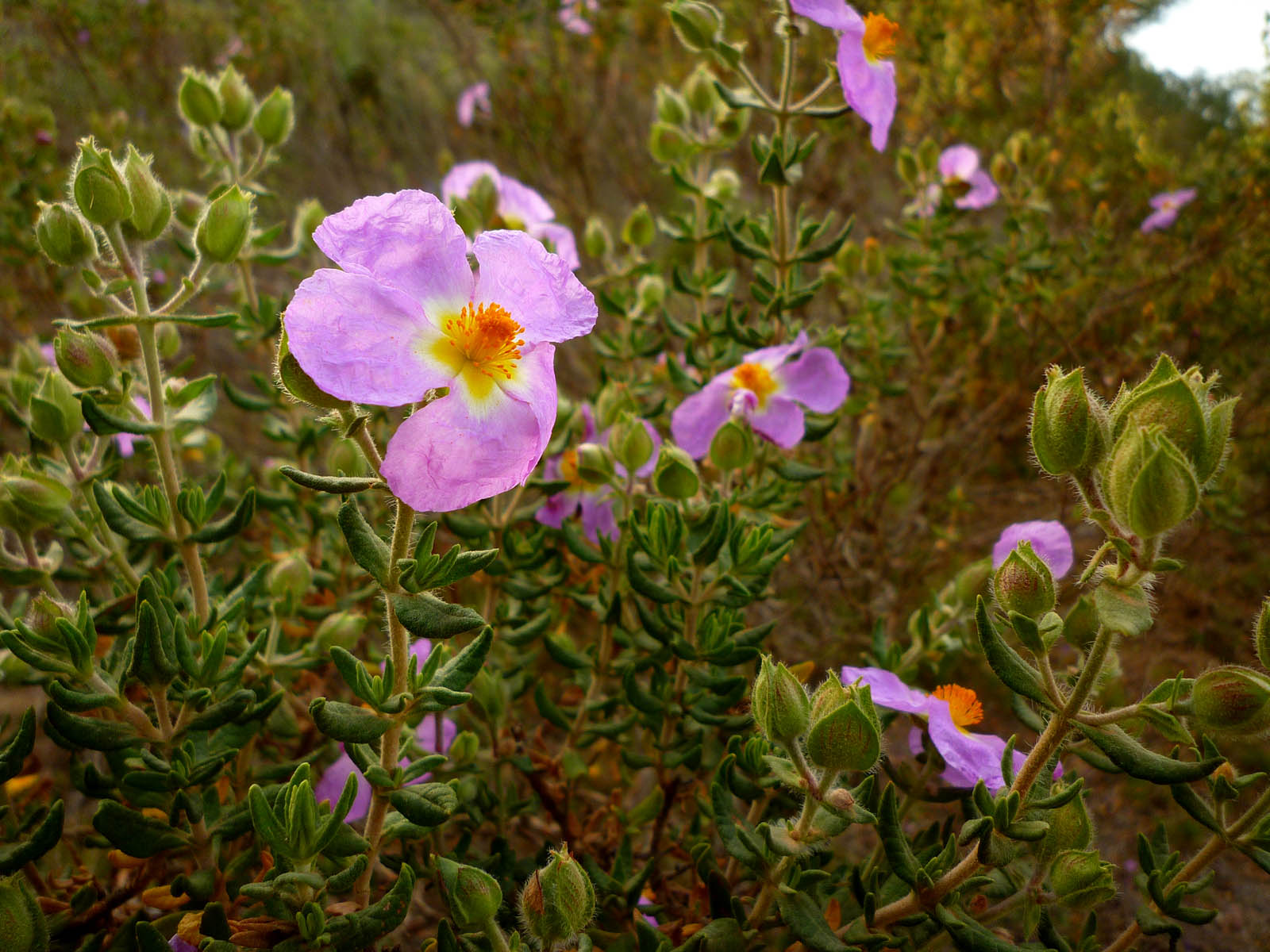
Jara de Cartagena (Cistus heterophyllus).
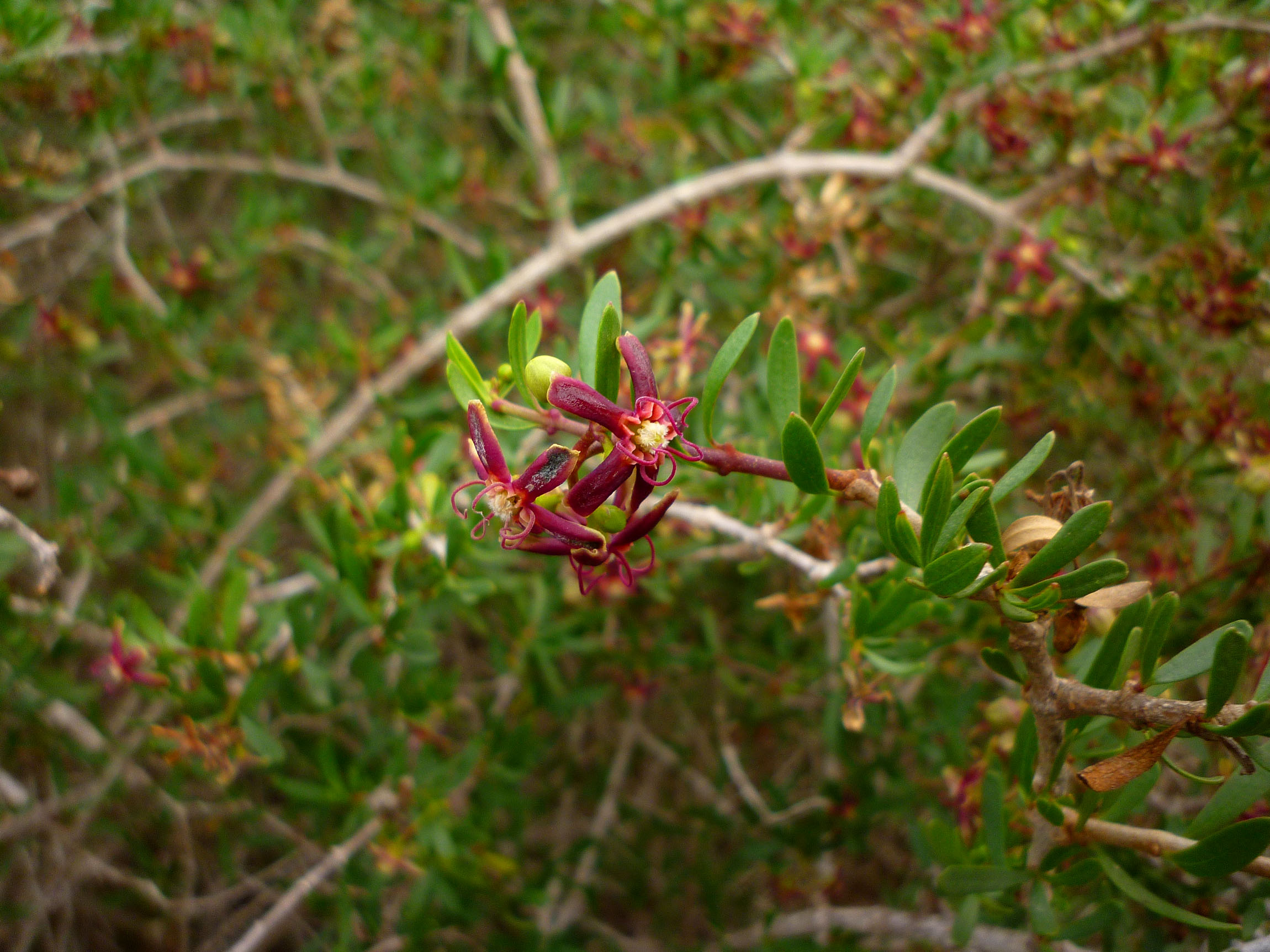
Cornical (Periploca angustifolia).
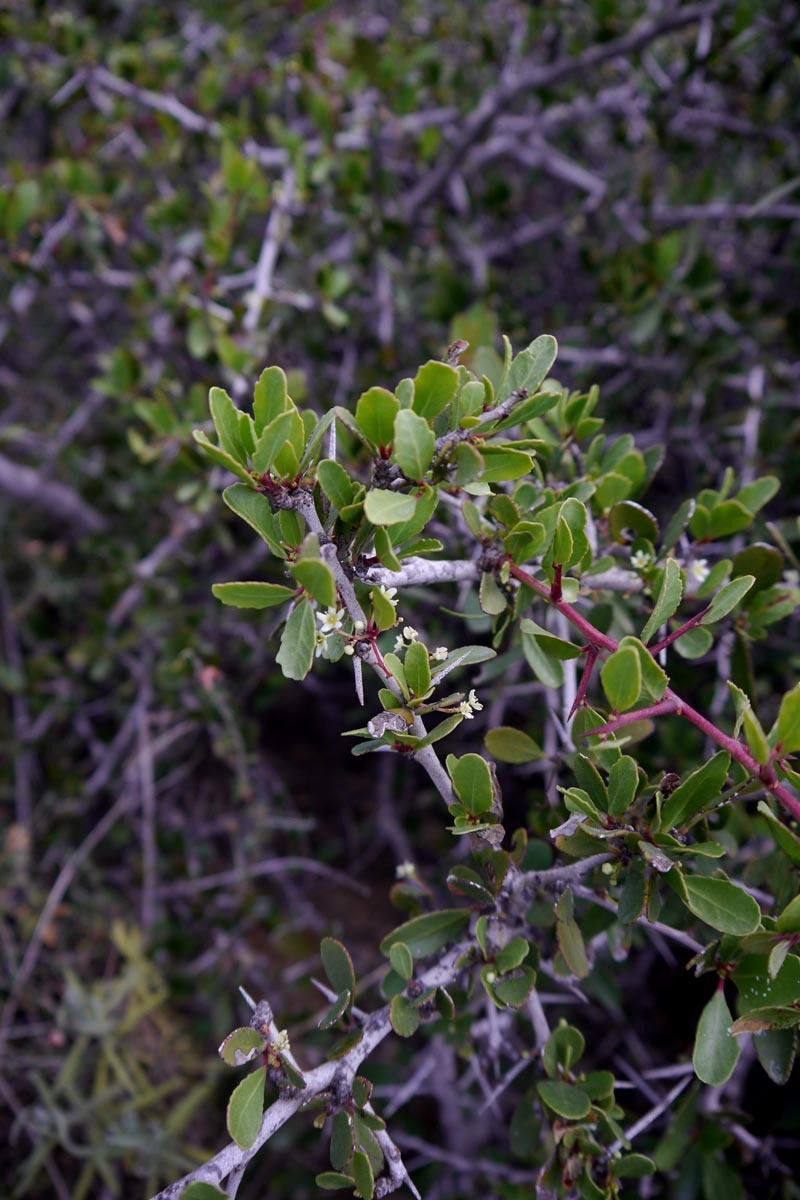
Arto (Maytenus senegalensis).
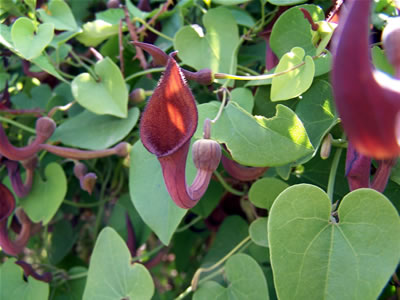
Aristolochia baetica.
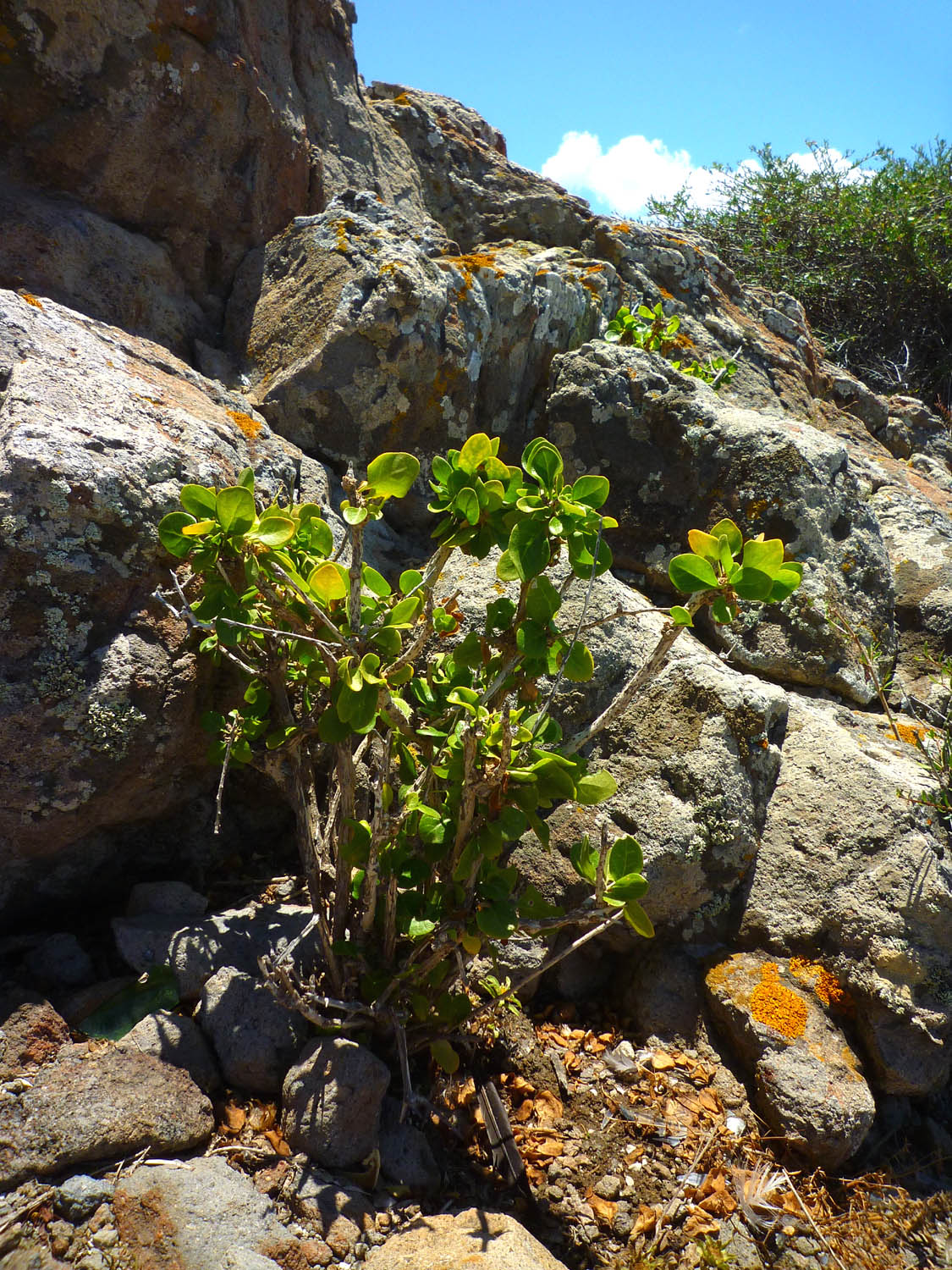
Oroval (Withania frutescens).
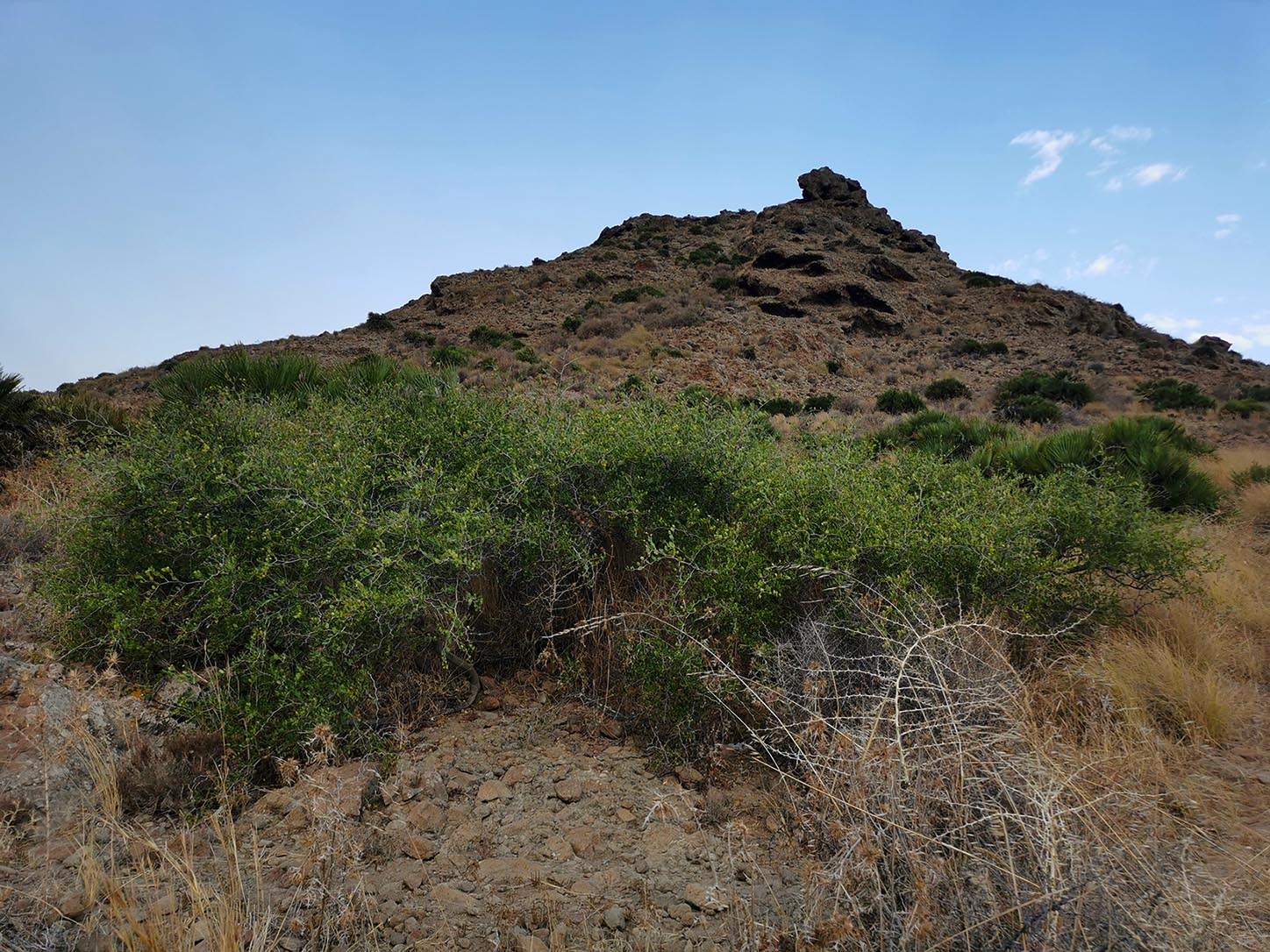
Azufaifo (Ziziphus lotus) en El Carmolí (Cartagena, España).
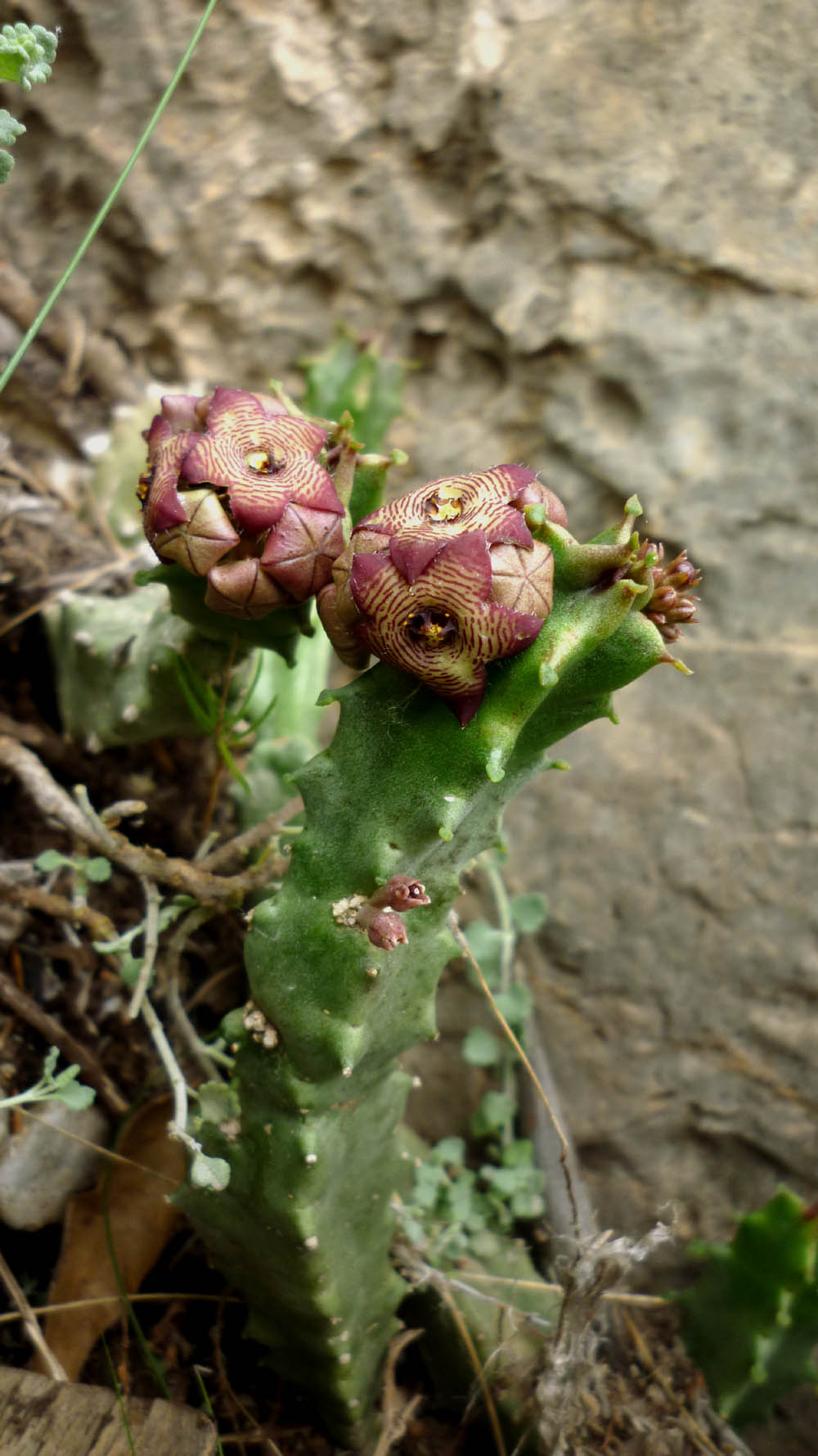
Chumberillo de lobo (Caralluma europaea).
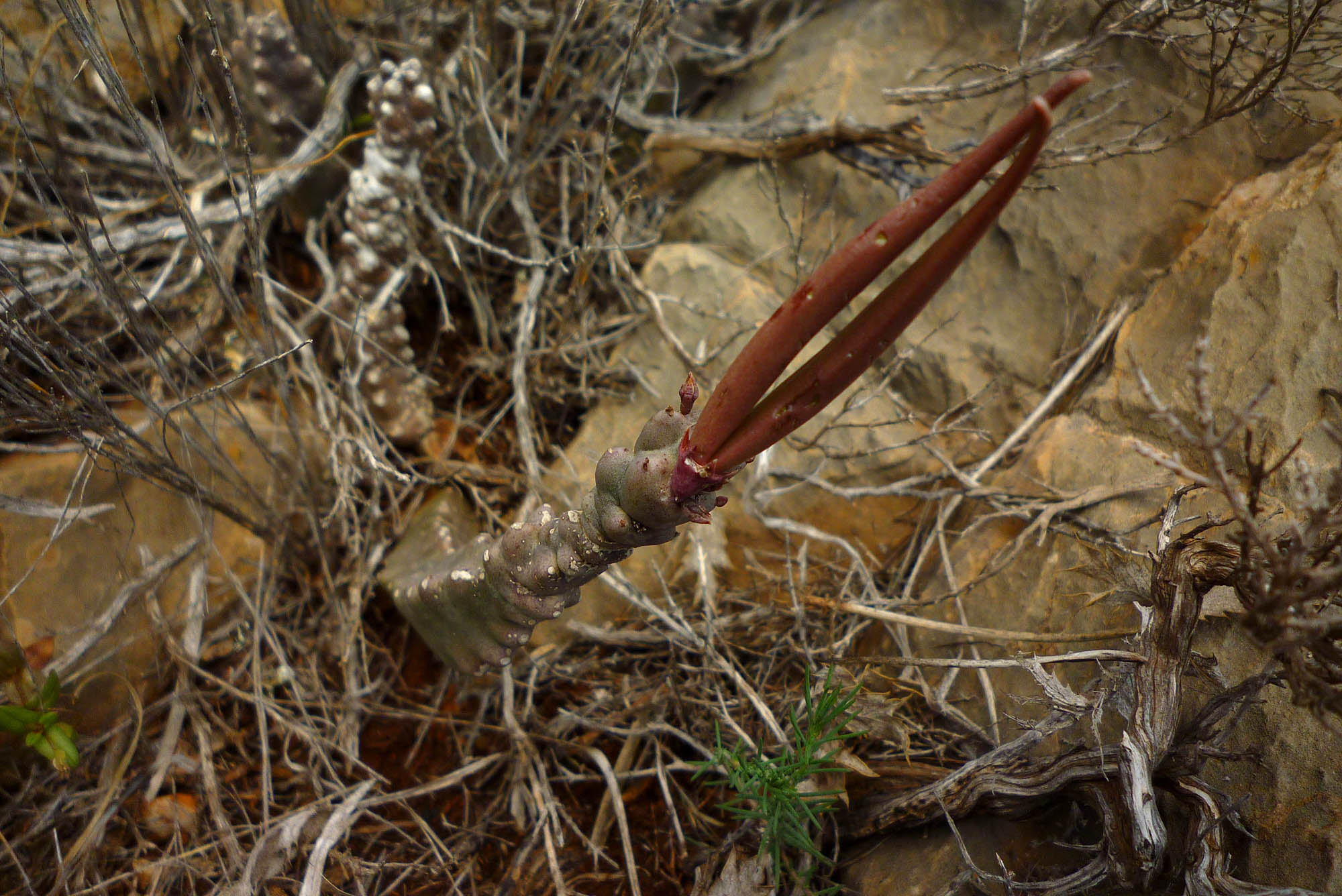
Chumberillo de lobo (Caralluma munbyana)
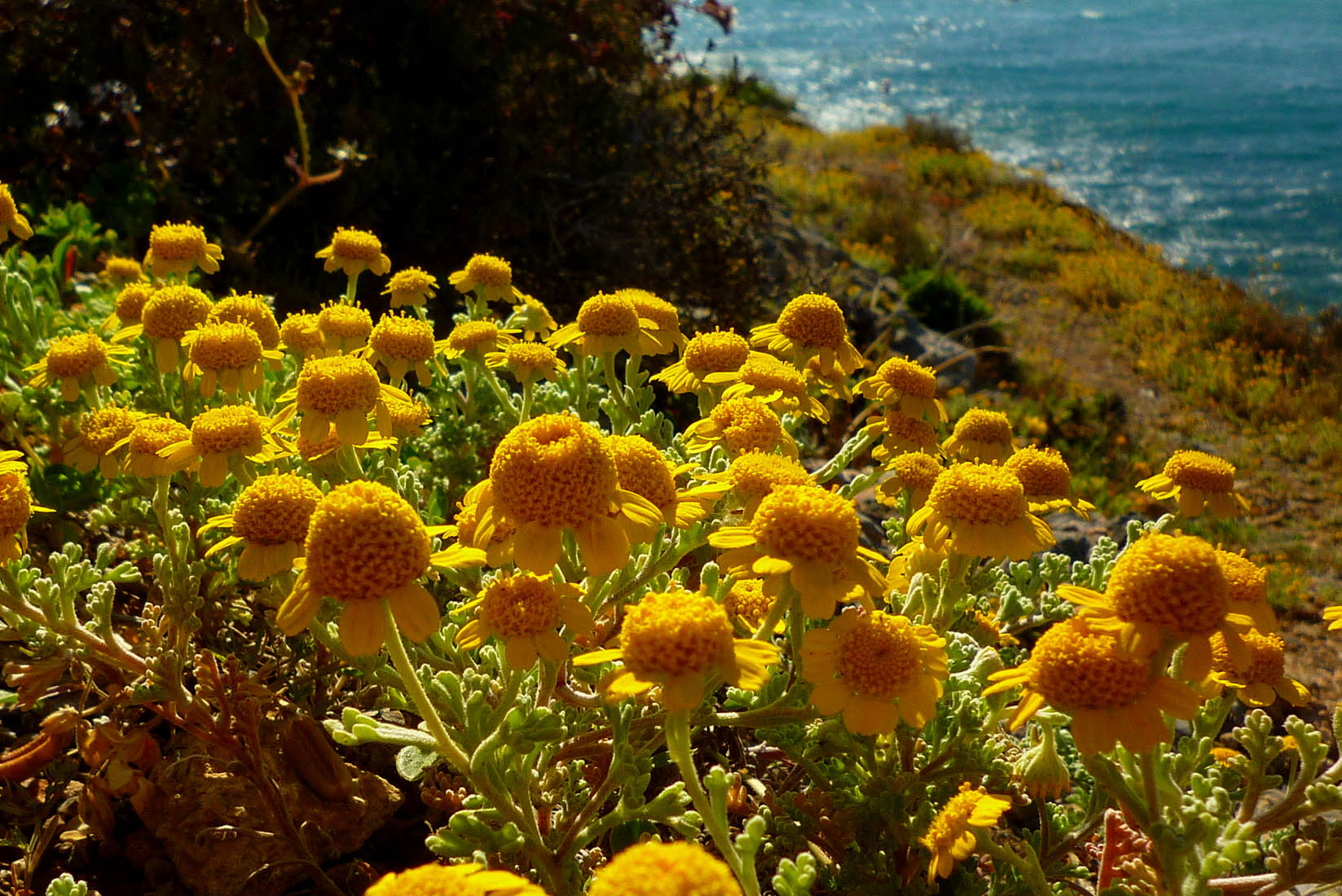
Manzanilla de Escombreras (Anthemis chrysantha)
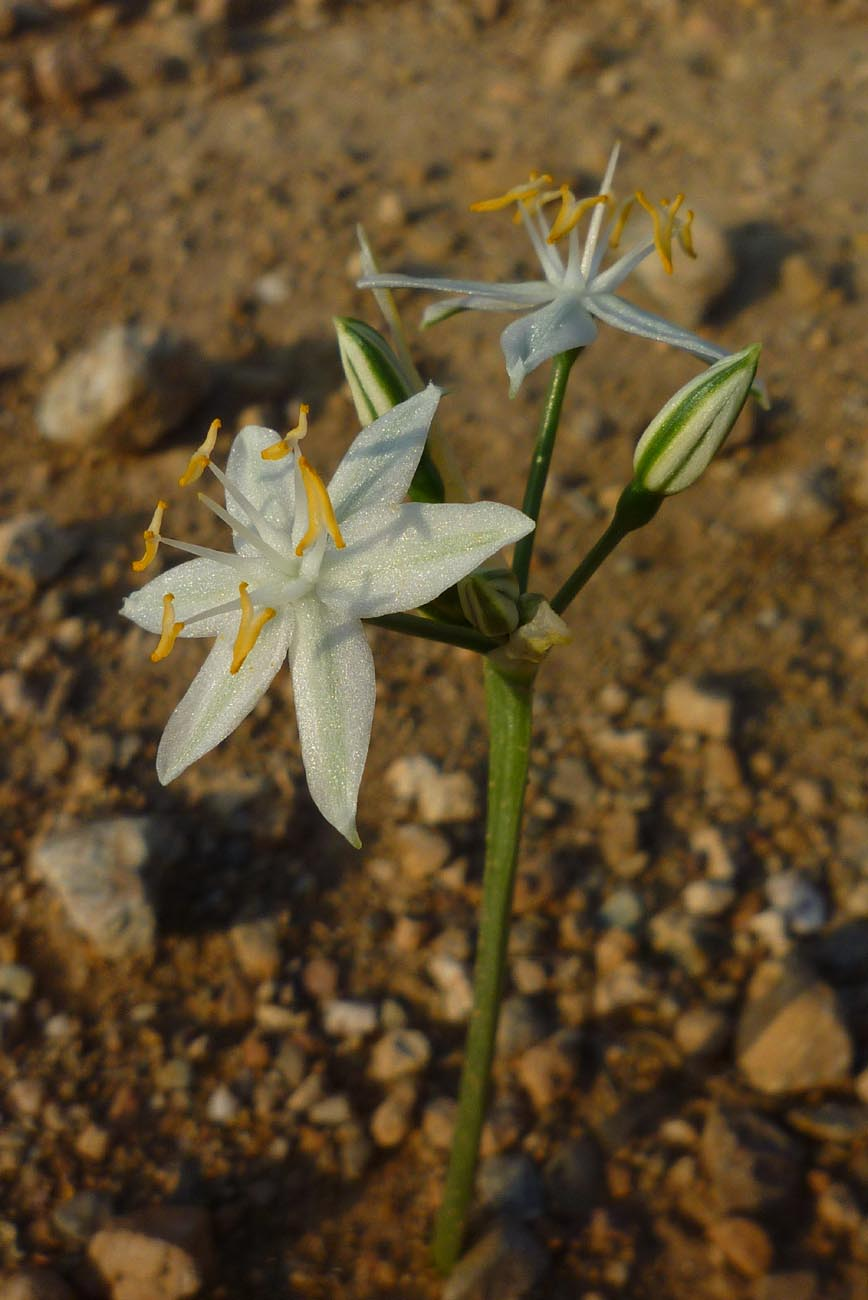
Flor de la estrella (Lapiedra martinezii)

## Especies animales

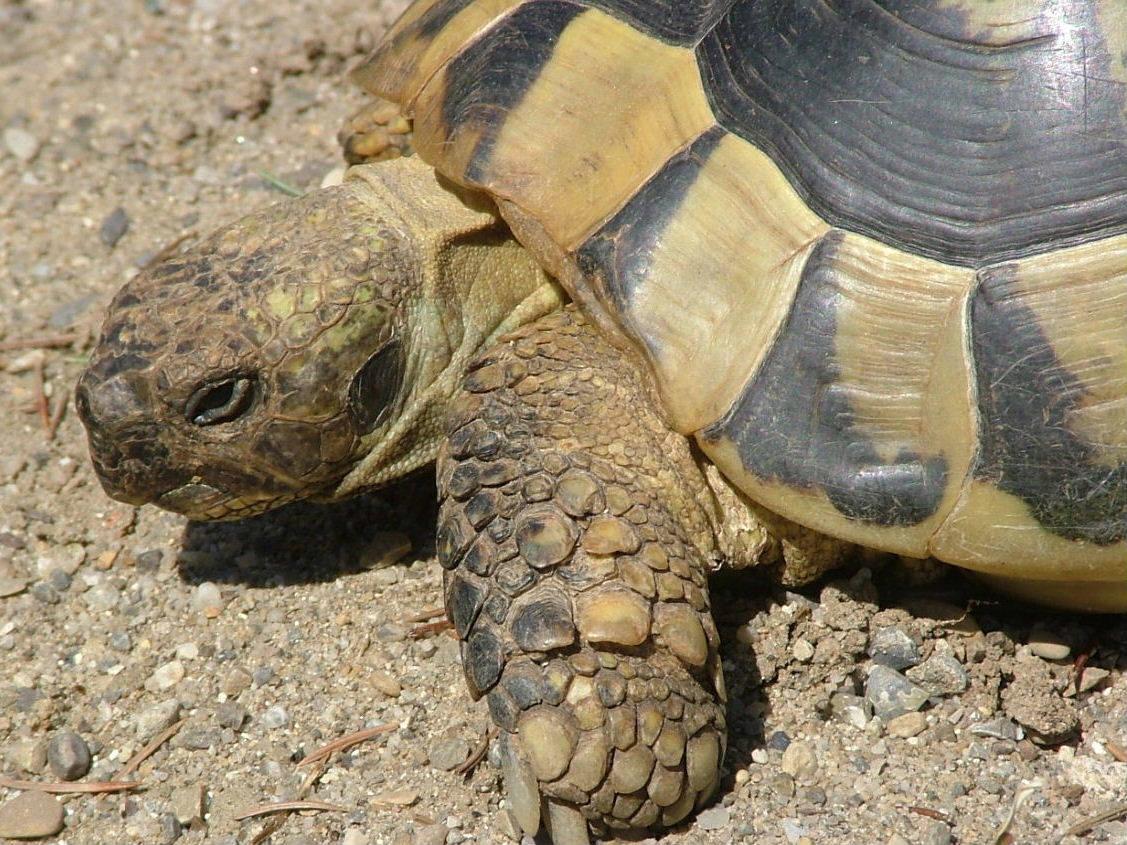
Tortuga mora.

Al igual que ocurrió con las plantas, algunas especies animales africanas colonizaron el sur de la península ibérica. De entre varias, destaca la Tortuga mora (Testudo graeca), si bien su origen autóctono en el sur de la península ibérica es controvertido. La distribución de otras especies animales compartidas con el norte de África como la gineta (Genetta genetta), el macaco de Berbería (Macaca sylvanus), presente en Gibraltar, o el erizo moruno (Atelerix algirus) que se distribuye por toda la costa mediterránea y las Islas Baleares, tienen probablemente un origen humano. La presencia del camaleón común (Chamaeleo chamaeleon), con poblaciones en el Sur de Andalucía y Región de Murcia, no tiene tampoco un origen claro.

## Espacios naturales protegidos de especies iberoafricanas

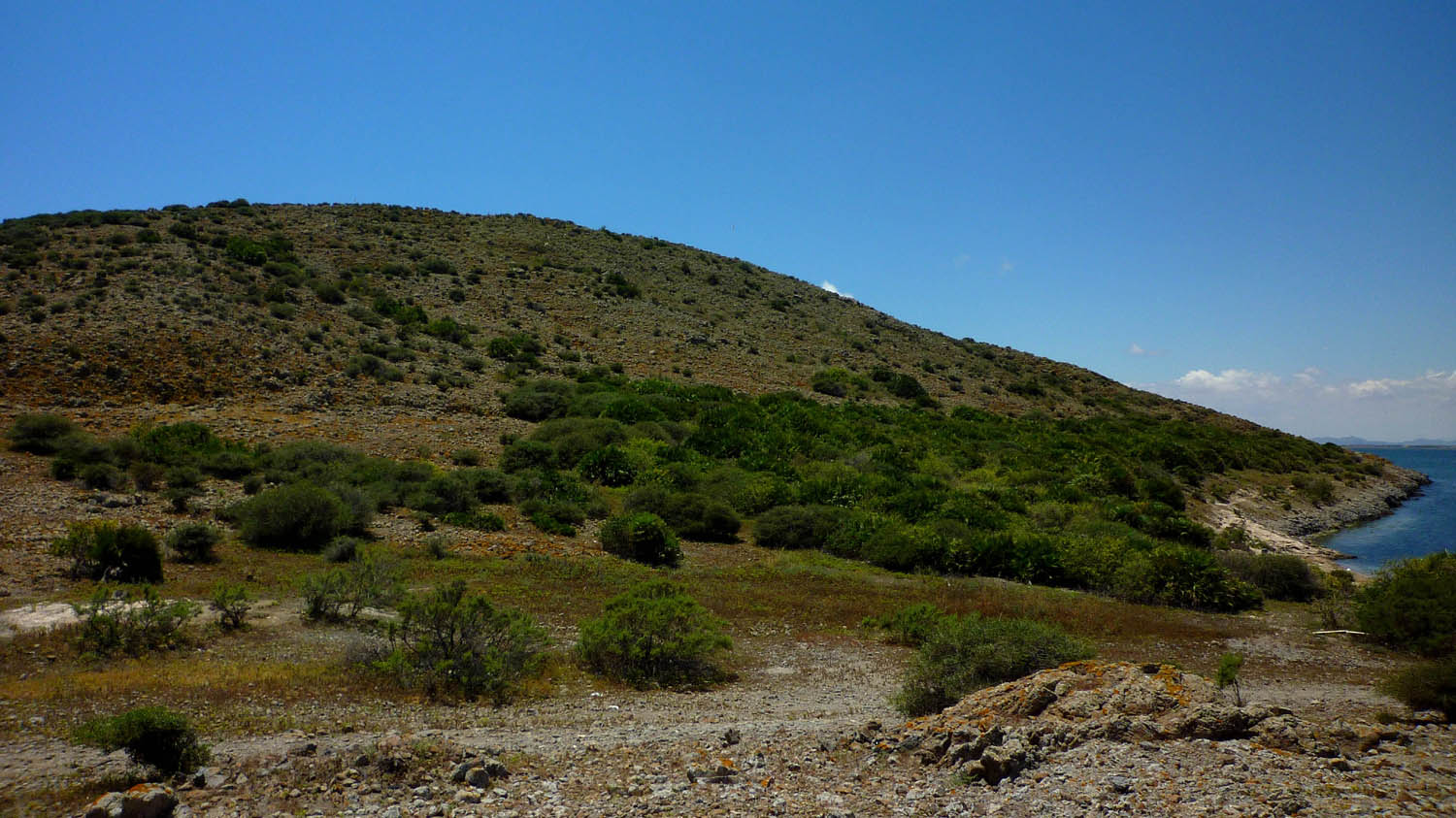
Isla del Ciervo, en el Mar Menor, con una vegetación compuesta por palmitos, cornicales y orovales.

- Parque natural del Cabo de Gata-Níjar en Almería.

- Sierra del Alto Almagro Lugar de Importancia Comunitaria en la provincia de Almería.

- Sierra Almagrera, Los Pinos y El Aguilón, Lugar de Importancia Comunitaria en la provincia de Almería.

- Sierra de la Muela, Cabo Tiñoso y Roldán en la Región de Murcia.

- Parque regional de Calblanque, Monte de las Cenizas y Peña del Águila en la Región de Murcia.

- Parque regional de Cabo Cope y Puntas de Calnegre en la Región de Murcia.

- Espacio protegido del Cabezo Gordo de Torre Pacheco (Región de Murcia)

- La Sierra de la Fausilla en la Región de Murcia.

- Parque natural de las islas e islotes del Litoral Mediterráneo de la Región de Murcia.

- Parque natural de los espacios abiertos e islas del Mar Menor en la Región de Murcia.

- Los Cabezos del Pericón y Sierra de los Victorias en la Región de Murcia.

- Acantilados de Aguadú, lugar de importancia comunitaria en Melilla.

- Barranco del Nano, lugar de importancia comunitaria en Melilla.

- Islas Chafarinas, plazas de soberanía española en África.

- Parque nacional de Alhucemas en Marruecos.